# Tatsuya Fuji
Tatsuya Fuji, all'anagrafe Tatsuya Itou (Pechino, 27 agosto 1941), è un attore giapponese, nato in Cina.

## Biografia
Nonostante abbia recitato in più di cinquanta film dal 1964, Fuji è ricordato per essere stato il primo attore giapponese ad essere protagonista di scene di sesso esplicito nel film Ecco l'impero dei sensi, in cui mostrava per intero la sua nudità. L'attore nipponico ha inoltre recitato ne L'impero della passione (1978), Akarui mirai (2003) e Taifu kazoku (2019).

## Doppiatori italiani
- Dante Biagioni in Ecco l'impero dei sensi (doppiaggio tardivo)
- Paolo Marchese in L'impero della passione (doppiaggio tardivo)